# Alberto Salinas
Alberto Salinas   (Buenos Aires, 1 de novembre de 1932 - Buenos Aires, 27 de novembre de 2004) Alberto César Salinas va ser un dibuixant d'historietes argentí, fill de José Luis Salinas.

## Biografia
Va començar la seva carrera publicitària de Pueyrredón Propaganda, però va debutar al còmic l'any 1952. El seu primer treball va ser la sèrie Capiango, sobre soldats del nord-oest argentí, publicada a la revista mensual Superhombre. El 1953 es va vincular amb l'Editorial Columba, on va crear Safari Argentino, i poc després, amb la Fleetway Publications, de la Gran Bretanya.
Va col·laborar el 1961, amb l'Editora italiana Eurostudio de Piero Dami per a la qual va realitzar algunes historietes de tipus històric pel mercat europeu com Espartaco, La batalla de Lepanto, La silla di Malta o Rurik el vikingo.
Per a la revista World of Wonder va adaptar obres literàries.
De 1964 à 1966, va il·llustrar Thierry la Fronde a la revista Télé Série Verte amb Jean Ollivier al guió a l'editorial OZ.
Durant els anys 70, per a l'editorial San Paolo, va publicar una sèrie d'il·lustracions per a Il Giornalino Meraviglia. A partir de 1967 va treballar per la revista anglesa Tina, després Princess Tina, en la sèrie Moira, Slave girl of Rome que va aparèixer de 1971 à 1973 a la publicació portuguesa Jurnal de Cuto amb el títol de Moira la Esclava de Roma, de la qual es van publicar 196 episodis. Sempre per aquests anys, a l'editorial Record, d'Argentina, dona vida a una sèrie d'historietes com El Continente Negro el 1977 i el 1978, Legión Extranjera amb els textos d'Alfredo Julio Grassi.
A partir del 1980 i fins al 1981, va realitzar –juntament amb el seu pare– les il·lustracions dels relats històrics de Carlos Alberto Aguilar per a la sèrie televisiva, Microhistorias del mundo.
El seu personatge més difós internacionalment és el de Cessar "Dago" Renzi, protagonista de la clàssica historieta Dago, amb guions de Robin Wood. El va dibuixar des de la seva creació, el 1981, fins al 1996. Publicat al començament per Columba, va passar a publicar-se a Itàlia per la revista Lanciostory.
Alberto Salinas va formar la seva llar amb Martha Risso i va tenir tres fills.
A la dècada de 1990 va prosseguir la seva col·laboració amb el guionista Robin Wood fent les sèries Chaco (continuada després per Casalla), Drácula (Anuario D'Artagnan 1991) una derivació de Dago, Los Borgia i I fratelli della filibusta, els primers episodis de la qual van estar dedicat a Henry Morgan, nom amb el qual també es coneix la sèrie. Tot i això la seva activitat d'aquells anys va estar centrada en Dago i en complir amb el material que el mercat europeu demandava d'aquest personatge, per la qual cosa en algun moment es va crear un equip de dibuixants per ajudar-lo, passant després Carlos Gómez a ser el seu col·laborador a aquesta sèrie.
El seu últim treball, amb els textos de Ricardo Ferrari, és la sèrie dels Sigles Oscuros. A Roma, va rebre el premi Yellow Kid pels seus cinquanta-tres anys de treball realitzant historietes. Aleshores Salinas havia abandonat la historieta per dedicar-se a la pintura en els seus últims anys. Va morir el 27 de novembre de 2004, víctima d'un accident. Va ser enterrat al cementiri de la Chacarita.